# Ramiro Omar Jorge
Ramiro Omar Jorge López (Guadalajara, Jalisco, México, 17 de noviembre de 1984) es un futbolista mexicano. Juega de centrocampista o delantero y su club actual es el Juventud de Pergamino.

## Carrera
Comenzó su carrera en Argentina en el año 2000 en las inferiores de Vélez Sarsfield donde llegó a jugar en reserva, luego en el 2003 pasó al futbol mexicano donde jugó en Monarcas Morelia durante un año. En 2004 fichó para Douglas Haig. Jugó para el club hasta 2005. En ese año se fue a su país natal para formar parte de las filas del Petroleros. Juega para el club hasta 2006. Ese año fue cedido al Jaguares de Chiapas. En ese año regresó a la Argentina para formar parte de las filas del Douglas Haig. En 2007 se pasó al Villa Mitre. En ese año se fue al Juventud de Pergamino. Jugó para ese equipo hasta 2009. En ese año pasó al Santamarina de Tandil. En 2010 se fue al Unión de Mar del Plata. Jugó para ese equipo hasta 2011. En ese año pasó al Central Norte de Salta, en donde hasta 2012. Ese año se transformó en el nuevo refuerzo de Racing de Olavarría, en donde juega hasta 2013. En ese año se fue al Alvarado, actualmente volvió al Juventud.

## Nacionalidad
A pesar de ser mexicano, desarrolla la mayor parte de su carrera en Argentina, es hijo de padres argentinos. Nació en México mientras su padre jugaba fútbol en un club de México.

## Clubes
| Club                   | País      | Temporadas  |
| Club Vélez Sarsfield   | Argentina | 2000-2003   |
| Club Monarcas Morelia  | México    | 2003-2004   |
| ---------------------- | --------- | ----------- |
| Douglas Haig           | Argentina | 2004 - 2005 |
| Petroleros             | México    | 2005 - 2006 |
| Jaguares               | México    | 2006        |
| Douglas Haig           | Argentina | 2006        |
| Villa Mitre            | Argentina | 2007        |
| Juventud de Pergamino  | Argentina | 2007-2009   |
| Santamarina            | Argentina | 2009        |
| Unión de Mar del Plata | Argentina | 2010-2011   |
| Central Norte de Salta | Argentina | 2011-2012   |
| Racing de Olavarría    | Argentina | 2012-2013   |
| Alvarado               | Argentina | 2013-2017   |